# 澪之料理帖
《澪之料理帖》（みをつくし料理帖）為日本女作家高田郁創作的時代小說。2012年及2014年於朝日電視台改編為單集特別劇，2017年於NHK改編為連續劇，2020年改編為電影。

## 故事概要
幼年時因水災成為孤兒的澪，獲大坂知名料理店「天滿一兆庵」的老闆好心收留，用心學習之下成為廚藝高超的料理廚師。好景不常，一場突如其來的大火，將「天滿一兆庵」化為灰燼，澪跟隨老闆娘流浪到江戶，幸運地被「鶴家」的店主雇用。對料理充滿熱情的她，每天為上門的顧客做出一道道美味的料理…

## 人物介紹
澪
神田明神下御台所町「鶴家」料理女廚師
芳
大坂名店「天滿一兆庵」前老闆娘
朝日太夫／野江
吉原紅燈戶「翁屋」招牌名妓，大坂富商「淡路屋」千金
小松原／小野寺數馬
鶴家常客，浪人武士，德川幕府的御用廚師
永田源齊
醫師
種市
鶴家老闆
阿涼
澪與芳的鄰居，在鶴家幫忙
伊佐三
木匠
嘉兵衛
天滿一兆庵老闆，芳的丈夫
太一
伊佐三與阿涼的養子
又次
翁屋廚師
采女宗馬
日本橋料理屋「登龍樓」老闆
水原東西
占卜師
清右衛門
知名小說家

## 書籍

### 小說
| 年份   | 日文書名               | 中文書名               | 出版社                  |
| ------ | ---------------------- | ---------------------- | ----------------------- |
| 2009年 |                        | 澪之料理帖 壹 八朔之雪 | 角川春樹事務所 台灣東販 |
| 2009年 | 澪之料理帖 貳 落花之雨 |                        | 角川春樹事務所 台灣東販 |
| 2010年 |                        | 澪之料理帖 參 思念之雲 | 角川春樹事務所 台灣東販 |
| 2010年 | 澪之料理帖 肆 今朝之春 |                        | 角川春樹事務所 台灣東販 |
| 2011年 |                        | 澪之料理帖 伍 小夜時雨 | 角川春樹事務所 台灣東販 |
| 2011年 | 澪之料理帖 陸 北斗之星 |                        | 角川春樹事務所 台灣東販 |
| 2012年 |                        | 澪之料理帖 柒 夏日之虹 | 角川春樹事務所 台灣東販 |
| 2012年 |                        | 角川春樹事務所         |                         |
| 2013年 |                        | 澪之料理帖 捌 殘月     | 角川春樹事務所 台灣東販 |
| 2014年 |                        | 澪之料理帖 玖 美雪晴空 | 角川春樹事務所 台灣東販 |
| 2014年 | 澪之料理帖 拾 天之階梯 |                        | 角川春樹事務所 台灣東販 |
| 2018年 |                        |                        | 角川春樹事務所          |

### 漫畫
- 八朔之雪 ~澪之料理帖~ （作畫：岡田理知）長鴻出版社

## 電視劇

### 朝日電視台版
改編特別劇於朝日電視台系列製播，由北川景子主演。第1部於2012年9月22日晚間9:00－11:21播出。第2部於2014年6月8日晚間9:00－11:10播出。

#### 登場人物
- 澪：北川景子（幼少時期：小林星蘭）
- 芳：原田美枝子
- 朝日太夫／野江：貫地谷詩穗梨（幼少時期：谷花音）
- 永田源齊：平岡祐太
- 又次：高橋一生
- 阿涼：室井滋
- 種市：小日向文世
- 小松原／小野寺：松岡昌宏
- 嘉兵衛：笹野高史
- 水原東西：六平直政
- 采女宗馬：宅間孝行
- 伊佐三：濱田學
- 鰹節問屋：野間口徹
- 春：池津祥子
- 登龍樓武士：飯田基祐
- 旁白：吹越滿

第2部
- 富三：光石研
- 坂村堂：田口浩正
- 傳右衛門：本田博太郎
- 菊乃：黑川智花
- 阿蕗：石井萌萌果
- 太一：五十嵐陽向
- 清右衛門：片岡鶴太郎

#### 製作團隊
第1部
- 原作：高田郁
- 劇本：吉田紀子
- 導演：片山修
- 音樂：神坂享輔
- 音樂製作人：志田博英
- 料理造型師：深澤繪里子
- 料理協助：辻調理師專門學校
- 電腦繪圖：朝日電視台電腦繪圖設計室、OMNIBUS JAPAN、4b、Qirua Film
- 動作：菅原俊夫
- 後期製作協助：東映數位中心、赤坂影視中心
- 原作責任編輯：鳥原龍平
- 製作協助：東映太秦映畫村
- 總製作人：田中芳之
- 製作人：中川慎子、河瀨光、榎本美華、小野川隆
- 製作：朝日電視台、東映

第2部
- 原作：高田郁
- 劇本：吉田紀子
- 導演：片山修
- 音樂：神坂享輔
- 音樂製作人：志田博英
- 料理造型師：深澤繪里子
- 料理協助：辻調理師專門學校
- 視覺效果：Qirua Film、OMNIBUS JAPAN
- 動作：清家三彥
- 原作責任編輯：鳥原龍平
- 製作協助：東映太秦映畫村
- 總製作人：黑田徹也
- 製作人：中川慎子、丸山真哉
- 製作：朝日電視台、東映

#### 播出日程
| 集數 | 播出日期      | 標題 | 中文標題                                                                                      | 劇本     | 導演   |
| ---- | ------------- | ---- | --------------------------------------------------------------------------------------------- | -------- | ------ |
| 1    | 2012年9月22日 |      | 浪跡天涯的女料理廚師出現了！！故人的想法瞭然於胸…融合江戶擁有的熱情與真心所做出的奇蹟料理！！ | 吉田紀子 | 片山修 |
| 2    | 2014年6月8日  |      |                                                                                               | 吉田紀子 | 片山修 |

### NHK版
於NHK製播，由黑木華主演。於2017年5月13日晚間6:05－6:43的「週六時代劇」時段播出，2019年12月14日晚間9:00－10:13播出特別篇。

#### 登場人物
- 澪：黑木華（幼少時期：大庭愛未）
- 小松原：森山未來
- 永田源齊：永山絢斗
- 芳：安田成美
- 嘉平衛：國廣富之（日语：国広富之）
- 佐兵衛：柳下大
- 種市：小日向文世
- 蕗：蒔田彩珠
- 阿涼：麻生祐未
- 伊佐三：小林正寬
- 朝日太夫／野江：成海璃子（幼少時期：安藤美優）
- 又次：萩原聖人
- 菊乃：柳生美結（日语：柳生みゆ）
- 清右衛門：木村祐一（日语：木村祐一）
- 坂村堂嘉久：村杉蟬之介（日语：村杉蝉之介）
- 末松：每熊克哉（日语：毎熊克哉）
- 采女宗馬：松尾鈴木
- 傳右衛門：伊武雅刀
- 富三：大倉孝二（日语：大倉孝二）
- 駒澤彌三郎：波岡一喜（日语：波岡一喜）
- 早帆：佐藤惠
- 坂梨志摩守：山崎一（日语：山崎一）

#### 製作團隊
- 原作：高田郁
- 劇本：藤本有紀
- 導演：柴田岳志、佐藤峰世
- 製作統括：城谷厚司、山本敏彦

#### 播出日程
| 集數       | 播出日期       | 日文標題 | 中文標題   | 導演     |
| ---------- | -------------- | -------- | ---------- | -------- |
| 1          | 2017年5月13日  |          | 怪味飯     | 柴田岳志 |
| 2          | 2017年5月20日  |          | 滑嫩雞蛋羹 | 柴田岳志 |
| 3          | 2017年6月3日   |          | 三葉草全宴 | 柴田岳志 |
| 4          | 2017年6月10日  |          | 清火蕗草飯 | 柴田岳志 |
| 5          | 2017年6月17日  |          | 一口吞寶珠 | 佐藤峰世 |
| 6          | 2017年6月24日  |          | 盡醜之食   | 佐藤峰世 |
| 7          | 2017年7月1日   |          | 軟拌海鰻   | 柴田岳志 |
| 8          | 2017年7月8日   |          | 寒鰆海帶卷 | 柴田岳志 |
| 特別篇前篇 | 2019年12月14日 |          | 北斗之星   | 柴田岳志 |
| 特別篇後篇 | 2019年12月21日 |          | 櫻之宴     | 柴田岳志 |

## 電影
2020年10月16日於日本上映，由松本穗香主演。

#### 登場人物
- 澪：松本穗香
- 野江：奈緒
- 芳：若村麻由美
- 阿涼：淺野溫子
- 小松原：窪塚洋介
- 永田源齊：小關裕太
- 傳右衛門：永島敏行
- 清右衛門：藤井隆
- 清八：野村宏伸
- 阿滿：渡邊典子
- 菊乃：衛藤美彩
- 卯吉：村上淳
- 水原東西：反町隆史
- 駒澤彌三郎：榎木孝明
- 采女宗馬：鹿賀丈史
- 阿百：藥師丸博子
- 種市：石坂浩二
- 又次：中村獅童
- 其他演員：松山研一

#### 製作團隊
- 原作 ：高田郁
- 監製、導演：角川春樹
- 劇本：江良至、松井香奈、角川春樹
- 主題曲 ：手嶌葵 （凋謝之後，作詞・作曲：松任谷由實、編曲：松任谷正隆／JVC建伍勝利娛樂）
- 製作統括：遠藤茂行
- 監製：海老原實、飯田雅裕
- 聯合製片：前田茂司
- 料理監修：服部幸應
- 音樂：松任谷正隆
- 攝影：北信康（J.S.C.）
- 燈光：渡部嘉
- 美術：清水剛
- 錄音：小林圭一
- 裝飾：臺勝隆、渡邊伸明
- 編審：太田義則
- 服裝：大塚滿
- 髮型設計：石部順子
- 結髪：荒井孝治、丹羽峯子
- 製片：山口正志
- 執行製作：青木智紀
- 助理導演：久保田博紀
- 製作行政：吉岡佑輔
- 發行：東映
- 宣傳：MUSA、Brownie
- 製作公司：樂映舎
- 執行製作：電影「澪之料理帖」製作委員會（角川春樹事務所、朝日新聞社、UNITED PRODUCTIONS、龜甲萬、東販、日本出版販賣、讀賣電視台 、中央精版印刷、GEO HOLDINGS CORPORATION、樂映舎、才藏、凸版印刷、HAPPINET、Quaras、井村屋集團、九州朝日放送、名古屋電視台、永旺娛樂、集英社發展、雙葉社、NEXTEP、GYAO、報知新聞社、文化便利俱樂部、秋田書店、中國放送、樂天圖書網路、高田郁事務所、東日本放送）

## 外部連結
- 高田郁「澪之料理帖」系列－角川春樹事務所 （页面存档备份，存于）
- 澪之料理帖－NHK官方網站 （页面存档备份，存于）
- 澪之料理帖特別篇－NHK官方網站 （页面存档备份，存于）
- 澪之料理帖－電影官方網站 （页面存档备份，存于）
- 澪之料理帖－電影中文預告 （页面存档备份，存于）

| 日本 朝日電視台 | 日本 朝日電視台                     | 日本 朝日電視台 |
| --------------- | ----------------------------------- | --------------- |
|                 | 第1部：澪之料理帖 （2012年9月22日） |                 |
| —               | —                                   |                 |

| 日本 朝日電視台 | 日本 朝日電視台                    | 日本 朝日電視台 |
| --------------- | ---------------------------------- | --------------- |
|                 | 第2部：澪之料理帖 （2014年6月8日） |                 |
| —               | —                                  |                 |

| 日本 NHK | 日本 NHK                                   | 日本 NHK |
| -------- | ------------------------------------------ | -------- |
|          | 澪之料理帖 （2017年5月13日－2017年7月8日） |          |
| —        | —                                          |          |